# 拉尔萨崇拜者
拉尔萨崇拜者是一尊古巴比伦（公元前2004年至公元前1595年）时期的小雕像，现陈列于卢浮宫227号展厅。它描绘了一个留着胡须的男人，跪下并用手捂着嘴做出仪式动作。该小雕像由拉尔萨居民献给阿穆鲁神，以保佑汉谟拉比国王（公元前1792年至公元前1750年在位）的生命。

## 描述
这尊雕像由青铜制成，高19.6厘米，长14.8厘米，宽7厘米。雕像的脸部、胡须和手部都贴有金箔。雕像戴着一顶与皇室服装类似的帽子，并将手放在嘴边，做出祈祷的姿势。基座右侧有一个神明做出了和雕像同样的动作，铭文表明该神是阿摩利人的守护神阿穆鲁。基座左侧有一头牛。正面有一个小瓶，用来盛放供品。总的来说，该雕像的保存情况非常完好。1931年在拉尔萨的考古发掘后，它被购买，随后在卢浮宫展出，它的文物编号为AO15704。

## 铭文
雕像基座上的铭文如下：
“伟大的神，阿穆鲁，请保佑我们的王，巴比伦的王，南纳，辛-莱伊之子，汉谟拉比。我们献上这尊铜像以祁保佑，这尊铜像以金箔饰面，会是你永远的仆人。”